# Pouť

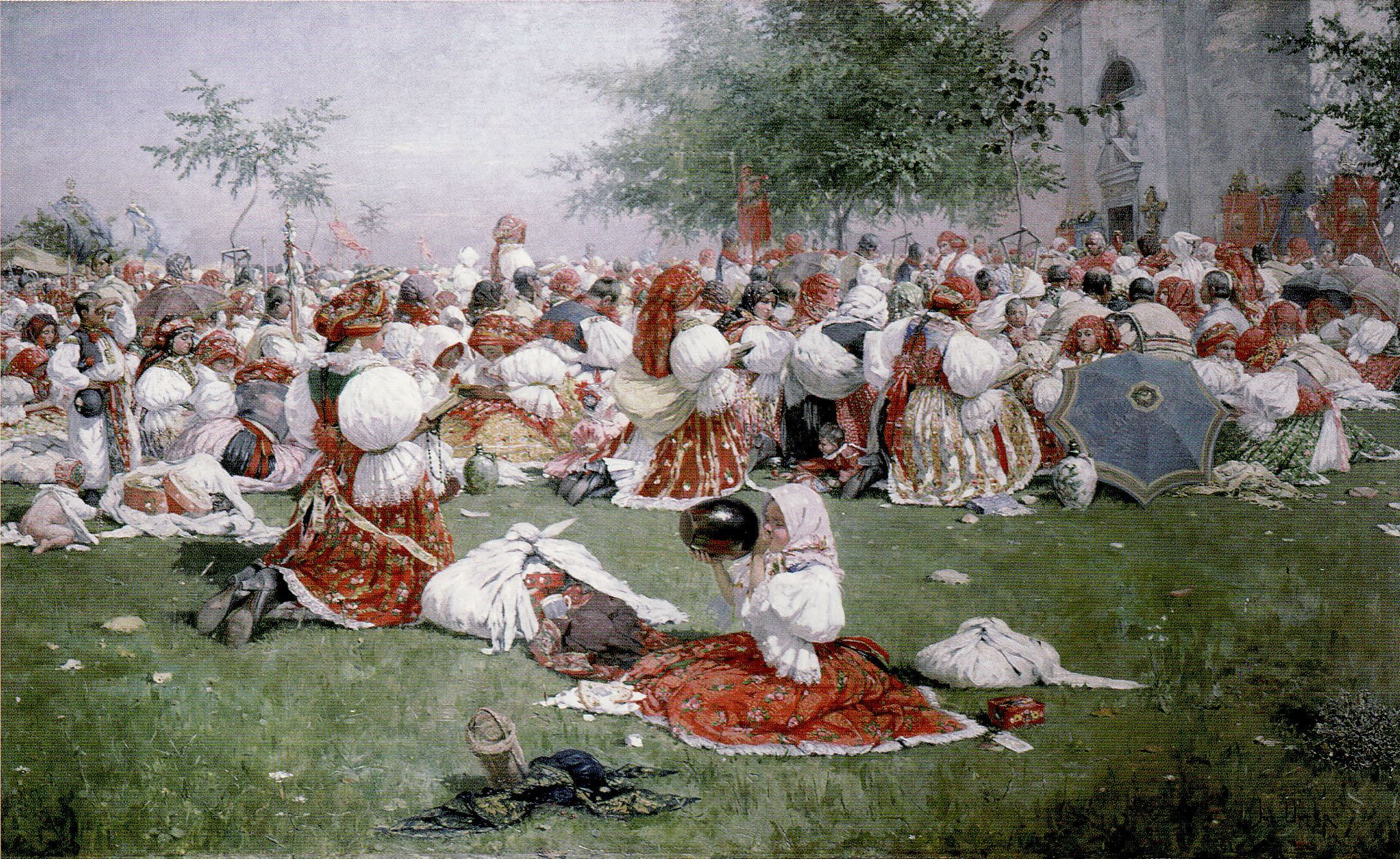
Pouť na Svatý Antonínek koncem 19. století na slavném obraze slováckého malíře Joži Uprky

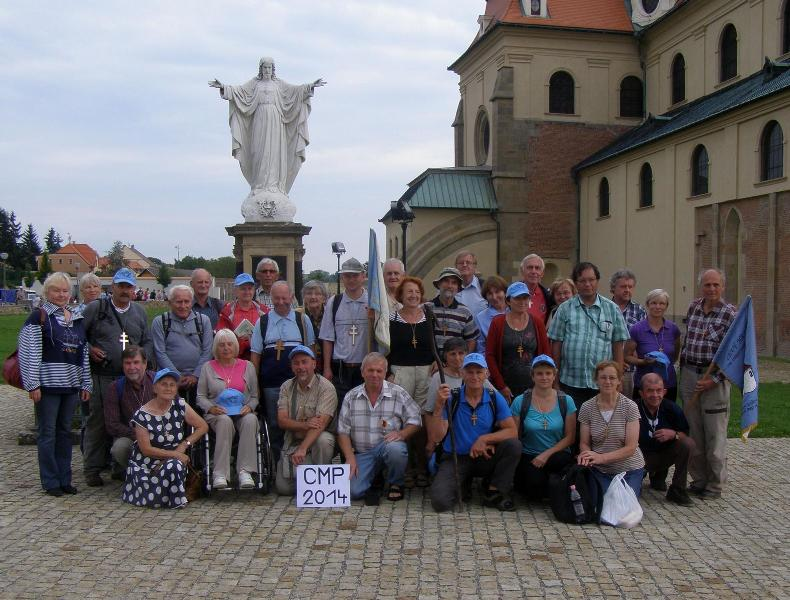
Skupina poutníků před bazilikou na Velehradě – jednom z nejvýznamnějších poutních míst v Česku, místě národních poutí

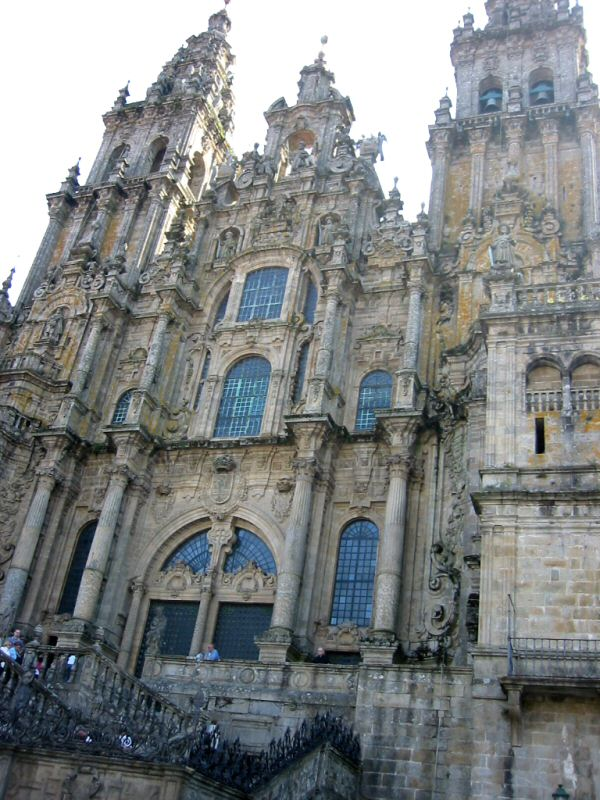
Santiago de Compostela – jedno z nejvýznamnějších poutních míst středověku i současnosti

Pouť (ze stčes. pút, praslov. pǫ̨tъ, srov. staroindické panthás cesta) je cesta za účelem návštěvy určitého poutního místa, které má náboženský význam.
V symbolickém smyslu je pouť zároveň iniciačním aktem a úkonem odevzdání. Vyskytuje se v náboženských vírách, které přiznávají zvláštní nadpřirozenou moc či sílu určitým místům. V hinduismu představuje hlavní poutní místa tzv. čardham, židé putovali do Síló a později do Jeruzaléma, kde byla Hospodinova svatyně a archa úmluvy. V buddhismu jsou významnými místy ta, která jsou spojena s životem Gautamy Buddhy, v křesťanství s životem Ježíše Krista nebo některého ze svatých, v islámu je tímto místem Mekka, rodné město Mohamedovo. Vzdálené chrámy a svatyně navštěvovali též staří Řekové a Římané, podobně i Germáni.
V křesťanské Evropě se k cílům náboženských poutí, zejména výročním poutím k místním kostelům v den jejich zasvěcení nebo v den svátku jejich patrona, soustředil společenský život včetně komediantů. S postupnou ateizací se tento zvyk osamostatnil od náboženského původu a pouť se tak v profánním světě stala synonymem zábavního parku.

## Pouť v židovství
Starý i Nový zákon představuje židy putující každoročně třikrát o velkých svátcích do Jeruzaléma. Několik proroků podniká také svou osobní pouť na horu Sinaj, kde se setkávají s Hospodinem. I dnes jsou některá místa pro židy velmi významná – známá je např. praxe modlitby u Zdi nářků – zbytku západní strany jeruzalémského chrámu definitivně zničeného roku 70.

## Poutě v křesťanství
Hlavní článek: Křesťanská pouť

### Starověká praxe
Křesťané měli již od 2. století v úctě hroby mučedníků, k nim přicházeli a u nich se také modlili. Od 4. století začínají poutníci putovat do Svaté země na místa spojená s životem Ježíše Krista – rozmach těchto putování je jednak spojen s uznáním křesťanství coby povoleného náboženství, jednak také nálezem kříže, na němž Ježíš zemřel, sv. Helenou. Vzorem pro křesťanské pouti do Jeruzaléma byla putování Izraelců do jeruzalémského chrámu. Pouť křesťané podnikali jako pokání za hřích, v touze po očištění a posvěcení.

### Poutě ve středověku
Ve středověku se křesťanská pouť stává zážitkem víry, cesta na poutní místa je často dlouhá, namáhavá a nebezpečná. Mezi nejoblíbenější poutní místa se vedle Jeruzaléma řadí Řím, místo umučení apoštolů Petra a Pavla a mnoha starokřesťanských mučedníků, a Santiago de Compostela,(do objevu Ameriky zde byl zeměpisně "konec světa"), místo nálezu ostatků apoštola Jakuba Staršího, k němuž vedla proslavená svatojakubská cesta (Camino de Santiago). Poskytnutí noclehu poutníkům platilo jako jeden ze skutků milosrdenství a tvořilo součást požehnání spojeného s poutí. Nejvýznamnějším středověkým poutním místem na území Česka byla Praha, zvláště pak chrám sv. Víta, místo spojené se zemskými patrony a především svatým Václavem.

### Poutě do Svaté země a křížové výpravy
V raném středověku patřila stále k nejdůležitějším poutním místům místa spojená s životem Ježíše Krista ve Svaté zemi. Po dobytí Jeruzaléma roku 1078 Seldžuckými Turky přestala být pouť do Svaté země pro křesťany bezpečná, to vedlo i ke snaze křesťanstva získat Svatou zemi nazpět do svých rukou. Roku 1095 svolává papež Urban II. první křížovou výpravu za účelem získání svatých míst. Roku 1099 je dobyt Jeruzalém a vzniká řada křesťanských státečků. K ochraně poutníků a jejich ubytování vznikají rytířské řády. Toto období ovšem netrvá příliš dlouho; roku 1187 sultán Saladin dobývá Jeruzalém a roku 1291 padne poslední křižácká pevnost ve Svaté zemi, Akkon.

### Mariánská poutní místa
Poutními místy se zvláštním významem jsou tzv. mariánská poutní místa. Ta nejsou spojena s životem Panny Marie, ale pouť zde směřuje na místa jejího zjevení či k jejímu obrazu či soše, které je obvykle přikládána nadpřirozená moc. Mezi významná mariánská poutní místa patří např. Lurdy (ročně je navštíví sedm miliónů poutníků), Mariazell, Čenstochová, Fatima (ročně ji navštíví 4,5 miliónu poutníků), Loreto, La Saletta, v Česku např. Stará Boleslav, Svatá Hora u Příbrami, Hostýn, Filipov či (Mariánské) Skoky.

### Výroční poutě
Každoročně se konávaly poutní slavnosti v místních kostelích ve výroční den vysvěcení kostela (posvícení) nebo v den svátku patrona, jemuž je zasvěcen. K takovému místu se soustředil život celé oblasti. I tehdy, když zrovna žádní návštěvníci z jiných farností nedoputují, se obřad přizpůsobí tomuto dni, poutní slavnosti.

### Poutní místa v anglikánské a protestantských církvích
Významným poutním místem anglikánské církve je hrob Thomase Becketa v Canterbury. Většina jiných protestantských církví poutě oficiálně neuznává, avšak pro luterány hrají významnou úlohu místa spojená s životem Martina Luthera, např. Wittenberg nebo hrad Wartburg, a tato místa také navštěvují.

### Zajímavost
Poté co Josef II. zakázal v českých zemích poutě, chodili (němečtí) katolíci na pouť na svátek Navštívení Panny Marie (tehdy slaveného ještě 2. července) přes hranici do evangelického (dřív katolického) kostela v saském Fürstenau, což je velmi neobvyklé.

## Pouť v islámu
V islámu je pouť, hadždž, jedním z pěti nejdůležitějších sloupů. Hadždž označuje povinnost každého muslima, pokud mu to zdraví a finanční možnosti dovolí, alespoň jednou za svůj život navštívit Mekku. Tato pouť bývá často spojována také s návštěvou Mohamedova hrobu v Medině. Šíité krom toho uznávají také pravidelné pouti k místům působení svých imámů.
Do Mekky lze vykonat pouť i mimo ramadán, ale pak se nejedná o hadždž a není tak splněním jednoho z pilířů islámu. Nicméně obřady při této pouti jsou prakticky totožné jako při pouti hadždž. Taková pouť se pak nazývá 'umra.

## Pouť v Bahá’í víře
Pouť v Bahá’í víře v současné době sestává z návštěvy (Zijára) svatých míst v Haifě, Akká a Bahdží na severozápadě Izraele. Bahá’í nemají v současné době přístup k místům označeným jako místa poutě.
Bahá’u’lláh označil v Kitáb-i-Aqdas dvě místa poutě: dům Bahá’u’lláha v Bagdádu a dům Bába v Šírázu.

## Pouť v ostatních náboženstvích
Hinduisté putují na vícero míst – Badrináthu, Kedarnathu, Gangotri, Jamunotri, Rišikéše, Haridváru, Váránasí, Mandhradevi, Vrindávanu či Majapuru. První čtyři místa tvoří tzv. čardham. Hinduisté věří, že cesta na tato místa vede k mokše, vysvobození ze samsáry (cyklu znovuzrození).
Gautama Buddha dal svým věřícím podobně čtyři svatá místa v Indii coby cíle poutí. Patří k nim Lumbiní, kde se narodil, Bódhgaja, místo jeho osvícení, Sárnáth, kde poprvé kázal, a místo jeho úmrtí, Kušinagara (též Kusinára). V buddhistických zemích lidé často putují k významným chrámům nebo klášterům.

## Pouť jako zábavní park
V Evropě se místo pouti stávalo centrem společenského života. Proto se k němu přidružoval i zábavní program, který byl zejména pro děti nejvýraznějším a nejlákavějším projevem poutě. Po místech poutí kočovali se svým vybavením komedianti: majitelé kolotočů, houpaček, zábavních střelnic, strašidelných domů a dalších atrakcí, mnohdy společně s kočovným divadlem s náboženskými i světskými tématy.
Později se tento účel osamostatnil, například slavná pražská Matějská pouť se od kostela svatého Matěje v Dejvicích přestěhovala na Výstaviště a většina komediantů a zábavních parků se stěhovala bez ohledu na náboženské dění. V dnešní době se občas a místy tradice sloučení náboženské a zábavní slavnosti obnovuje.